# Castle Cary (slott)
Castle Cary är ett slott i Storbritannien.   Det ligger i grevskapet Somerset och riksdelen England, i den södra delen av landet, 170 km väster om huvudstaden London. Castle Cary ligger 87 meter över havet.
Terrängen runt Castle Cary är platt, och sluttar västerut. Runt Castle Cary är det ganska tätbefolkat, med 160 invånare per kvadratkilometer. Trakten runt Castle Cary består i huvudsak av gräsmarker.